# Трушкі-Залесе
Трушкі-Залесе (пол. Truszki-Zalesie) — село в Польщі, у гміні Кольно Кольненського повіту Підляського воєводства.
Населення — 66 осіб (2011).
У 1975-1998 роках село належало до Ломжинського воєводства.

## Демографія
Демографічна структура станом на 31 березня 2011 року:
|          | Загалом | Допрацездатний вік | Працездатний вік | Постпрацездатний вік |
| -------- | ------- | ------------------ | ---------------- | -------------------- |
| Чоловіки | 39      | 11                 | 26               | 2                    |
| Жінки    | 27      | 3                  | 18               | 6                    |
| Разом    | 66      | 14                 | 44               | 8                    |